# أليخاندرو دوريا
أليخاندرو دوريا (بالإسبانية: Alejandro Doria)‏ هو كاتب سيناريو ومخرج أرجنتيني، ولد في 1 نوفمبر 1936 في بوينس آيرس في الأرجنتين، وتوفي بنفس المكان في 17 يونيو 2009 بسبب ذات الرئة.

## وصلات خارجية
- أليخاندرو دوريا على موقع IMDb (الإنجليزية)
- أليخاندرو دوريا على موقع ألو سيني (الفرنسية)
- أليخاندرو دوريا على موقع أول موفي (الإنجليزية)
- أليخاندرو دوريا على موقع قاعدة بيانات الفيلم (الإنجليزية)
- أليخاندرو دوريا على موقع كينوبويسك (الروسية)